# Clans (Haute-Saône)
Clans é uma comuna francesa na região administrativa de Borgonha-Franco-Condado, no departamento de Alto Sona. Estende-se por uma área de 4,37 km². Em 2010 a comuna tinha 105 habitantes (densidade: 24 hab./km²).